# Filmes de 1956 da RKO Pictures

## A RKO em 1956

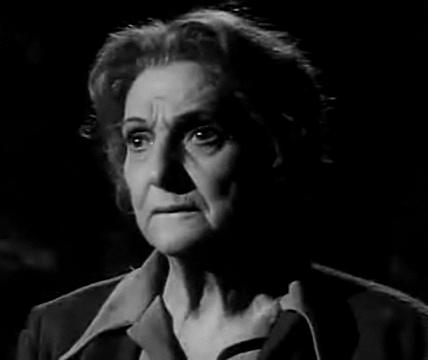
Beulah Bondi no trailer de Back from Eternity, refilmagem de Five Came Back (1939) com elenco superior e mesmo diretor, John Farrow.

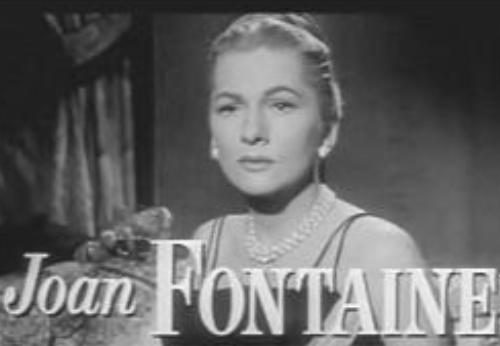
Beyond a Reasonable Doubt foi o derradeiro filme norte-americano de Fritz Lang. Apesar de ter Dana Andrews e Joan Fontaine (foto) no elenco, o roteiro absurdo e artificial não convenceu a crítica e o público.

A RKO começou o ano em ebulição e antes do final do semestre já era considerada o estúdio mais movimentado de Hollywood. Verão a dentro, havia 5 filmes prontos, 3 a caminho e 6 programados para início imediato. Além disso, novos talentos foram contratados, entre eles Anita Ekberg e Rod Steiger, enquanto o departamento de publicidade inundava a mídia com material sobre os atores e as novas produções. Mais de 2000 empregados revezavam-se para dar conta não só dos longas-metragens, como também dos comerciais para a televisão, filmes para a indústria e curtas-metragens que o estúdio começou a fazer. Tom O'Neil, o presidente da corporação, foi saudado pela Newsweek como "um dos mais rápidos e supercolossais retornos da história de Hollywood".
Parecia que o atribulado estúdio estava finalmente na trilha certa para a total recuperação.
Entretanto, quando o ano chegou ao fim, a euforia foi substituída pelo pessimismo, ao constatar-se que as finanças da empresa estavam em queda livre. Relatórios internos indicavam que os novos filmes teriam desempenho desastroso, e a presidência, então, anunciou um corte substancial nas produções de 1957. Procurava-se, ainda, alguma empresa interessada em fusão na área de distribuição. Ora, como distribuir filmes é normalmente a atividade mais lucrativa de um estúdio, isso foi visto como uma declaração de que a RKO estava à beira do colapso total.
A RKO lançou 20 filmes em 1956. The Brave One recebeu o último Oscar da categoria Melhor História Original, que deixou de existir. Este foi também o último prêmio da Academia concedido a uma película que tivesse qualquer conexão com o estúdio. O drama de guerra The Bold and the Brave conseguiu duas indicações, inclusive a de Melhor Ator Coadjuvante para Mickey Rooney.

## Prêmios Oscar
29.ª cerimônia, com os filmes exibidos em Los Angeles no ano de 1956.
| Filme                  | Indicações                                                      | Premiações               |
| ---------------------- | --------------------------------------------------------------- | ------------------------ |
| The Bold and the Brave | Melhor Ator Coadjuvante (Mickey Rooney) Melhor Roteiro Original | ---                      |
| The Brave One          | Melhor História Original Melhor Edição Melhor Mixagem de Som    | Melhor História Original |

## Os filmes do ano
| Título original               | Título PT/BR                       | Título PT/PT                 | Astros                           | Diretor                       |
| ----------------------------- | ---------------------------------- | ---------------------------- | -------------------------------- | ----------------------------- |
| Back from Eternity            | De Volta da Eternidade             | Regresso da Eternidade       | Robert Ryan, Anita Ekberg        | John Farrow                   |
| Beyond a Reasonable Doubt     | Suplício de uma Alma               | A Verdade e o Medo           | Dana Andrews, Joan Fontaine      | Fritz Lang                    |
| The Bold and the Brave        | O Preço da Audácia                 | Os Bravos Também Amam        | Wendell Corey, Mickey Rooney     | Lewis R. Foster               |
| The Brain Machine             | O Monstro Diabólico                |                              | Maxwell Reed, Elizabeth Allan    | Ken Hughes                    |
| The Brave One                 | Arenas Sangrentas                  | O Rapaz e o Touro            | Michel Ray, Rodolfo Hoyos Jr.    | Irving Rapper                 |
| Bundle of Joy                 | Uma Esperança Nasceu em Minha Vida | Vem a Meus Braços            | Eddie Fisher, Debbie Reynolds    | Norman Taurog                 |
| Cash on Delivery              | Com a Cegonha Não Se Brinca        |                              | Shelley Winters, John Gregson    | Muriel Box                    |
| The Conqueror                 | Sangue de Bárbaros                 | O Conquistador               | John Wayne, Susan Hayward        | Dick Powell                   |
| Death of a Scoundrel          | Destruí Minha Própria Vida         | Amores de um Canalha         | George Sanders, Yvonne De Carlo  | Charles Martin                |
| Finger of Guilt               |                                    |                              | Richard Basehart, Mary Murphy    | Alec C. Snowden, Joseph Losey |
| The First Traveling Saleslady | Mulheres, Sempre Mulheres          | A Primeira Caixeira Viajante | Ginger Rogers, Barry Nelson      | Arthur Lubin                  |
| Glory                         | Sangue Selvagem                    |                              | Margaret O'Brien, Walter Brennan | David Butler                  |
| Great Day in the Morning      | Pelo Sangue de Nossos Irmãos       | Terra Sangrenta              | Robert Stack, Virginia Mayo      | Jacques Tourneur              |
| Man in the Vault              | Domínio dos Homens sem Lei         | Não Quero Roubar             | William Campbell, Karen Sharpe   | Andrew V. McLaglen            |
| Murder on Approval            |                                    |                              | Tom Conway, Delphi Lawrence      | Bernard Knowles               |
| Postmark for Danger           | Carta a um Assassinato             |                              | Terry Moore, Robert Beatty       | Guy Green                     |
| Slightly Scarlet              | O Poder do Ódio                    | O Anjo Escarlate             | John Payne, Rhonda Fleming       | Allan Dwan                    |
| Tension at Table Rock         | Marcados pela Violência            | O Terror Desceu à Cidade     | Richard Egan, Dorothy Malone     | Charles Marquis Warren        |
| The Way Out                   |                                    |                              | Mona Freeman, Gene Nelson        | Montgomery Tully              |
| While the City Sleeps         | No Silêncio de uma Cidade          | Cidade nas Trevas            | Dana Andrews, Rhonda Fleming     | Fritz Lang                    |